# Maestu
Maeztu (IPA: maes̻tu) oder Maestu (maˈestu) ist ein Dorf bzw. Concejo in der Gemeinde Arraia-Maeztu in der Provinz Álava im spanischen Baskenland. Maeztu ist der Verwaltungssitz der Gemeinde. Es ist der bevölkerungsreichste Concejo der Gemeinde mit 328 Einwohnern.
Maeztu liegt etwa 15 Kilometer südöstlich von Vitoria-Gasteiz. Zum Concejo gehören auch die Wüstungen Gesalba und Zalmadura.

## Sehenswürdigkeiten
- Heilig-Kreuz-Kirche aus der zweiten Hälfte des 15. Jahrhunderts mit Erweiterungen aus dem 17. Jahrhundert
- Kapelle
- Palast der Familie Los Samaniego
- Brunnen (Fuente de los Ocho Caños)

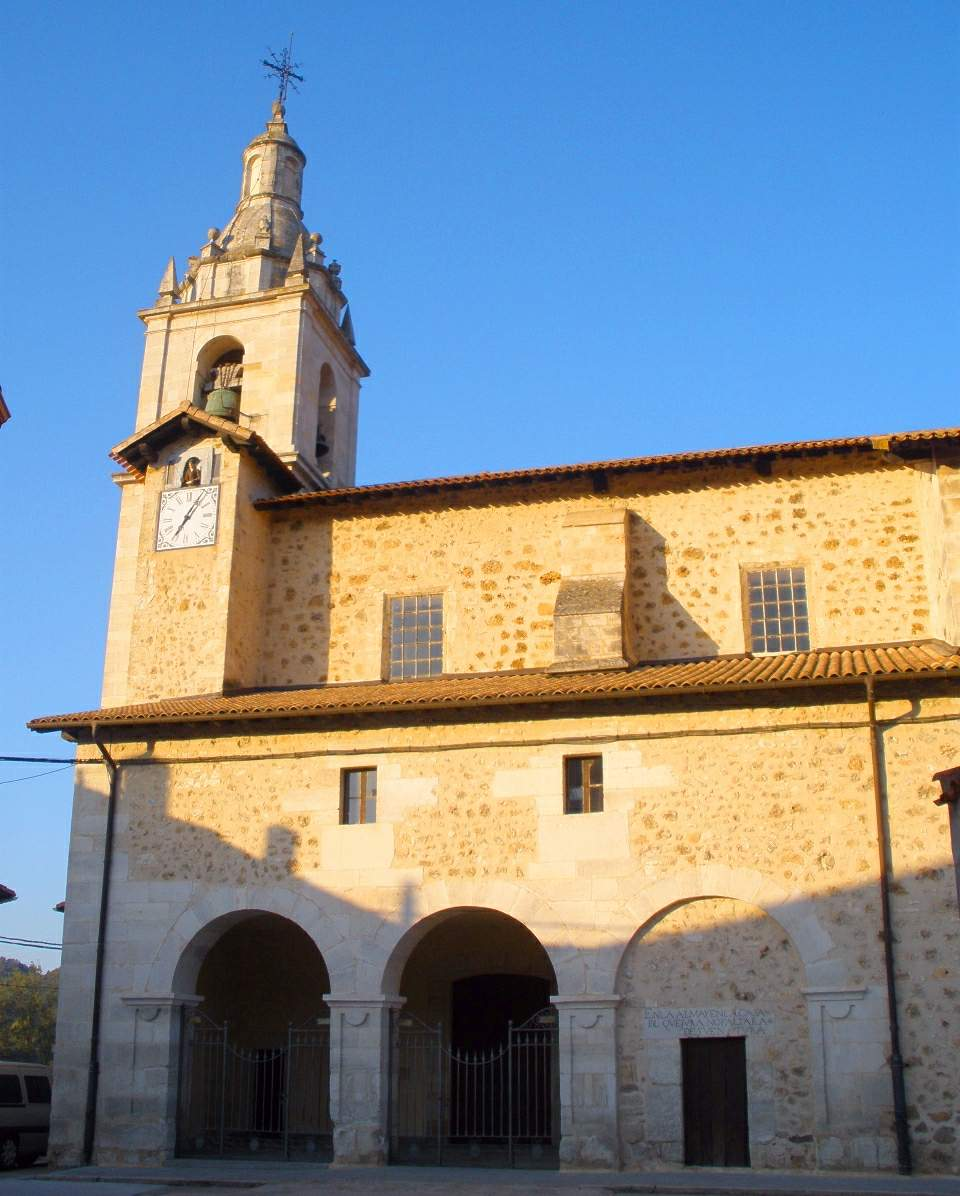
Heilig-Kreuz-Kirche
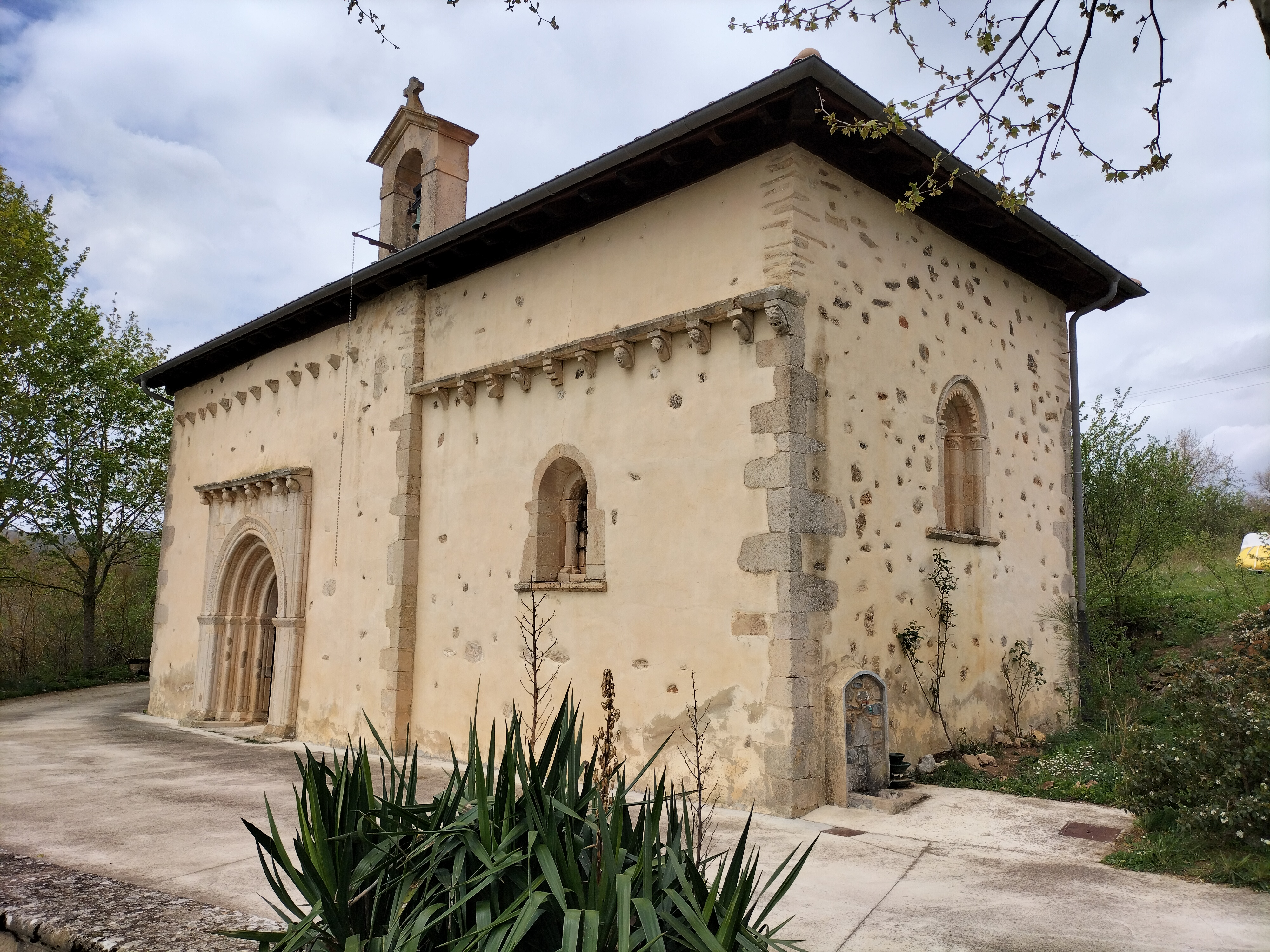
Kapelle
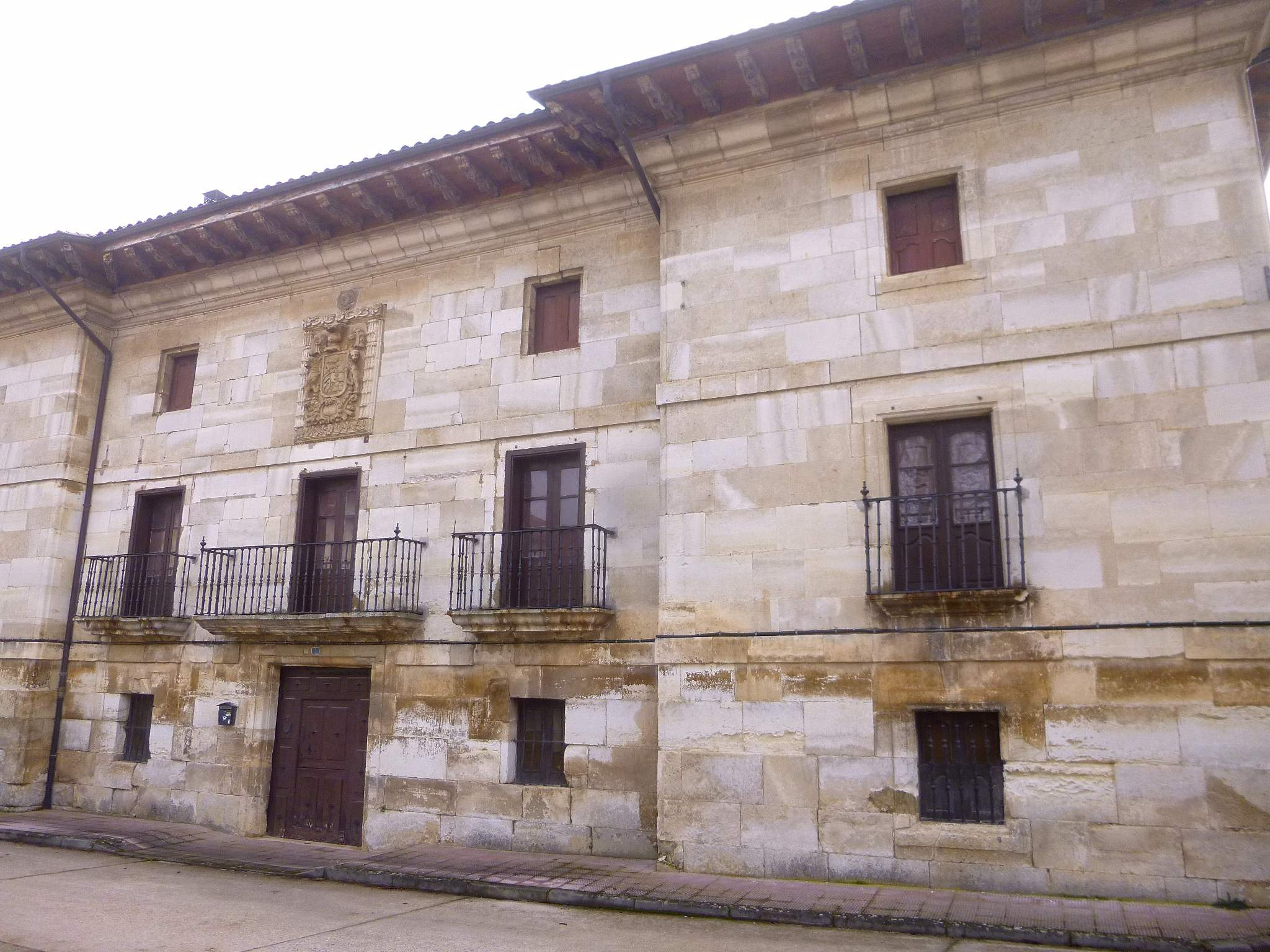
Palast der Familie Los Samaniego
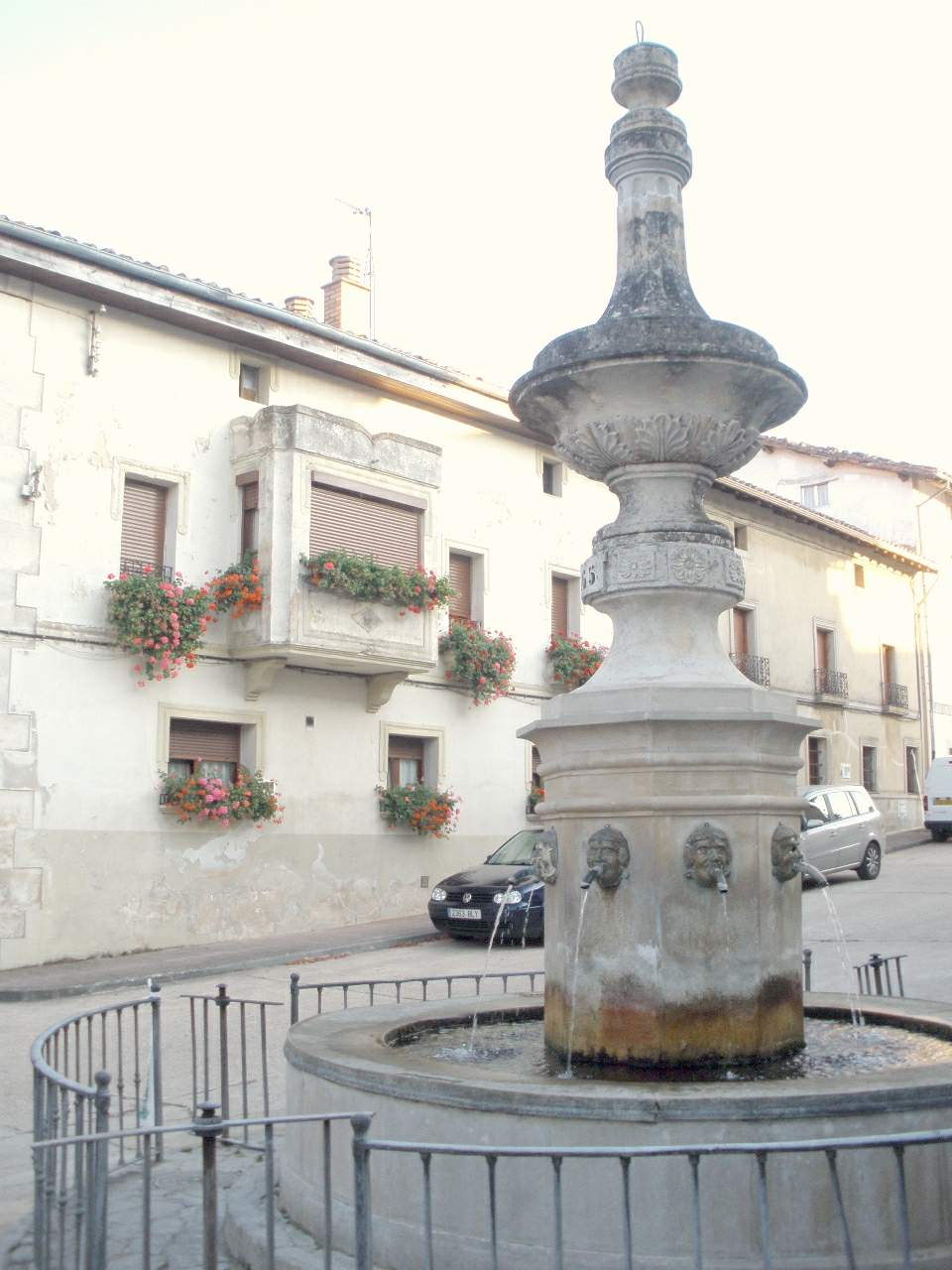
Brunnen

## Vuelta
Bei der Vuelta a España 2024 war Maeztu Etappenort (18. Etappe). 